# 건평 (후조)
건평(建平)은 중국 후조(後趙) 명제(明帝)의 연호이다. 330년 9월에서 333년까지 3년 4개월 동안 사용하였다. 330년에 황위에 오른 명제는 건평으로 개원하였다. 333년 7월에 명제의 뒤를 이어 즉위한 해양왕(海陽王) 석홍(石弘)이 남은 6개월 동안 계속 사용하였으며 334년에 개원하였다.
같은 시기에 사용된 다른 연호로는 동진(東晉)에서 사용한 함화(咸和 : 326년 ~ 334년), 성한(成漢)에서 사용한 옥형(玉衡 : 311년 ~ 334년), 전량(前凉)에서 사용한 건흥(建興 : 314년 ~ 361년)이 있다.

## 연대대조표
| 건평                | 원년            | 2년        | 3년         | 4년        |
| 서력                | 330년           | 331년      | 332년       | 333년      |
| 육십간지 (六十干支) | 경인(庚寅)      | 신묘(辛卯) | 임진(壬辰)) | 계사(癸巳) |
| 동진 (東晉)         | 함화(咸和) 5년  | 6년        | 7년         | 8년        |
| 성한 (成漢)         | 옥형(玉衡) 20년 | 21년       | 22년        | 23년       |
| 전량 (前凉)         | 건흥(建興) 18년 | 19년       | 20년        | 21년       |

## 같이 보기
- 다른 왕조의 같은 연호
  - 전한(前漢) 건평(기원전 6년 ~ 기원전 3년)
  - 후연(後燕) 건평(398년)
  - 남연(南燕) 건평(400년 ~ 405년)
  - 서연(西燕) 건평(386년)

- 중국의 연호

| 이전 연호 태화(太和) | 중국의 연호 후조(後趙) | 다음 연호 연희(延熙) |